# Pitcairnia bifurcatispina
Pitcairnia bifurcatispina är en gräsväxtart som beskrevs av José Manuel Manzanares och Walter Till. Pitcairnia bifurcatispina ingår i släktet Pitcairnia och familjen Bromeliaceae.
Artens utbredningsområde är Ecuador. Inga underarter finns listade i Catalogue of Life.